# John Millen
John Millen, född den 19 oktober 1960 i Toronto, är en kanadensisk seglare.
Han tog OS-brons i Flying Dutchman i samband med de olympiska seglingstävlingarna 1988 i Seoul.